# Ealhmund de Kent
Ealhmund va ser rei de Kent. Es creu que va ser el pare d'Egbert que seria rei de Wessex i de Kent.
No se'n coneixen monedes encunyades amb el seu nom, i l'únic document que es conserva del seu regnat és el resum d'una carta de donacions datada el 784, en què Ealhmund concedia terres a l'abat de Reculver. Feia anys que Kent era un regne sota el control de Mèrcia, encara que seguien havent persones amb el títol de rei de Kent, i en aquest moment sembla que el rei Offa va començar a exercir el poder directament, cosa que es dedueix d'una carta de donacions de l'any 785 emesa pel monarca de Mèrcia però sense la signatura de cap rei de Kent.
El consens general entre els historiadors és que el mateix Ealhmund pertanyia a les dues branques reials i així consta en la Crònica de Winchester (Parker), compilada durant el regnat d'Alfred el Gran. En les genealogies del prefaci d'aquest manuscrit i en les seccions anuals, (que van de l'any 855 al 859) es diu que Egbert de Wessex era fill d'Ealhmund, que era fill d'Eafa, net d'Eoppa, i besnet d'Ingild, germà del rei Ine de Wessex, i descendent del fundador de la dinastia, Cerdic. En una altra secció sobre l'any 784 s'esmenta el regnat d'Ealhmund a Kent.
En l'Epítom bilingüe de Canterbury, compilat després de la conquesta normanda d'Anglaterra, un escriba posterior va afegir en la secció de l'any 784 no tan sols que hi va haver un rei anomenat Ealhmund, sinó també que era el pare d'Egbert. Basat en aquesta reconstrucció, i tenint en compte que el seu nom és propi de Kent s'ha suggerit que potser la seva mare era de la família reial de Kent i que estava casada amb un membre de la família reial de Wessex,(Kelly) una hipòtesi rebutjada per altres. L'historiador Heather Edwards creu que Ealhmund era probablement un descendent de la família reial de Kent, i que l'ascendència amb la família reial de Wessex es va falsificar per donar al seu fill Egbert més dret legal a governar un país que no era el seu.